# Noker von Zwiefalten
Noker, auch Noker von Zwiefalten, Noggerus, Notker, (* vor 1065; † nach 1090) war ein Benediktiner, Dichter und Abt von Kloster Zwiefalten.

## Leben
Noker war ein Benediktinermönch des Klosters Einsiedeln. Er kam 1065 in das von der cluniazensischen Reformbewegung geprägte Kloster Hirsau. Dort schrieb er um 1070 mit dem frühmittelhochdeutschen Gedicht Memento mori die erste deutsche Bußpredigt in Reimform, bestehend aus 142 Reimpaarversen, verfasst wohl gegen Ende des 11. Jahrhunderts (überliefert in einer Straßburger Handschrift). In der Art einer Bußpredigt ermahnt Noker seine Mitmenschen, an den Tod zu denken, warnt vor der Hölle und bittet Gott, Erbarmen zu zeigen mit der „bösen“ Welt.
Hinter Noker vermutet die Forschung den zweiten Abt des benediktinischen Reformklosters Zwiefalten (1091–1095).